# Телави
Тела́ви (груз. თელავი) — город в Алазанской долине (Грузия), центр Телавского муниципалитета, столица края (мхарэ) Кахетия.
Расположен на северном склоне Циви-Гомборского хребта, на высоте 490 м над уровнем моря, в 70 км от Тбилиси.

## История
Телави известен с I века н. э., являлся важным торговым центром на караванном пути с Ближнего Востока в Европу. В XI и с XVII по XVIII века являлся столицей Кахетинского царства.
После разорения Греми — прежней столицы Кахетинского царства войсками Шаха-Аббаса в 1616 году, Телави стал новой столицей Кахетии.
В 1782 — Царь Ираклий II учредил семинарию в Телави. 21 декабря Ираклий II, следуя советам русских дипломатов, обратился к русскому правительству с просьбой принять Картли-Кахетинское царство под покровительство России.
Телав в Тифлисской губернии России был связан с селом Тионеты обыкновенной колесной дорогой (50 вёрст).
С 1922 года городу придали новую планировку, с 1960-х годов начались стройки новых многоквартирных домов.
В 2012—2013 годах была проведена частичная реконструкция города. Появилось несколько новых улиц. Дальнейшей реконструкции помешала смена власти.
На президентских выборах 2018 года Саломе Зурабишвили именно в Телави набрала меньше всего голосов, но именно в Телави 16 декабря 2018 года прошла её инаугурация, из-за чего полиция перекрыла всю Кахетию, но всё равно не обошлось без драк и протестов.

## Километражи
Расстояния от центра Телави до центров прочих городов примерно такие:
- Ахмета — 28 километров;
- Гурджаани — 35 километров
- Кварели — 45 километров;
- Сигнахи — 53 километра коротким путем
- Лагодехи — 78 километров
- Омало (Тушетия) — на север 105 километров
- Тбилиси — 82 километра по телавской трассе. (2 часа)

## Население

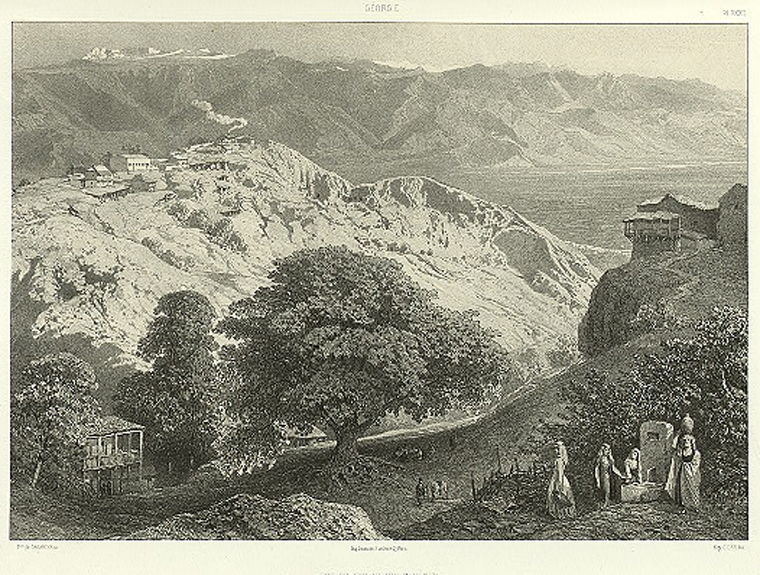
Вид на Телави (Кахетия). Картина художника Г. Г. Гагарина (1847)

Демографическая ведомость Восточногрузинского царства 1770 года описывает Телави как город с населением в 750 домов, в котором живут грузины и армяне.
Как и в других городах Восточной Грузии, население Телави к началу XIX века состояло преимущественно из армян, которые занимались коммерцией и ремеслами. Армяне были поселены грузинским царём Ираклием II в конце XVIII века из меликств Нагорного Карабаха и Гянджи (Елизаветполя) на месте пришедшего в запустенье старого города. Память о переселении из Гянджи и Гюлистанского меликства сохранилась также в свидетельствах телавских армян квартала Дзвели-Галавани ещё в конце XIX века. Остальная часть телавских армян происходили из села Ахпат у одноимённого монастыря, из за чего и обитаемый ими квартал назывался Ахпатским.
В 1836 году в городе указано 492 дымов, 1533 жителя мужского пола, из которых 1 242 человека — армяне, 291 — грузины.
К середине XIX века население города составляло из 5 323 человек, которые делились на православных (грузины) — 1 320 человек (785 — м.п., 535 — ж.п.), армян — 4006 (2 155 — м.п., 1 851 — ж.п.) и 2 католиков. В городе было 5 православных церквей (из них 3 — приходские) и 2 армянские. Одна из грузинских церквей — домовая церковь князей Корчибашевых во имя Нерукотворного Спаса, где в течение 40 дней лежало тело умершего в 1798 г. грузинского царя Ираклия II.
Уже к середине XIX века основным языком общения телавских армян был грузинский язык, а к 1905 г. лишь в 53 семьях армянский язык продолжал использоваться в качестве языка общения.
В 1886 г. население города составляло 11 214 человек, включая 55 русских, 6 поляков, 14 осетин, 12 греков, 9 182 армян, 1 908 грузин, 8 дагестанских горцев. 161 жителей города были княжеского происхождения, 402 — дворянского, духовенство православное — 48 человек, армяно-григорианское — 56 человек, купцов — 361 человек.
Согласно ЭСБЕ население города в 90-х годах XIX века составляло 11 810 чел., преимущественно армян и грузин.
По данным первой всеобщей переписи населения 1897 года в городе проживало 13 929 жителей, грамотных — 34,1 % или 4 750 чел. По родному языку население города подразделялось следующим образом:
- грузины[Комм. 1] — 9 823 (70,52 %),
- армяне — 3 465 (24,88 %),
- славяне (в основном русские, а также украинцы, белорусы) — 500 (3,59 %),
- татары (азербайджанцы)[Комм. 2] — 49 (0,35 %),
- Аварцы, лезгины[Комм. 3] и др. лезгинские народы — 28 (0,2 %),
- осетины — 27 (0,23 %),
- немцы — 15 (0,11 %),
- персы — 14 (0,1 %),
- поляки — 10 (0,07 %),
- турки — 5 (0,04 %),
- ассирийцы — 2 (0,01 %),
- остальные народности — 18 (0,13 %). Конфессиональная картина выглядела иначе[8].
- Православные — 7 531 (54 %),
- Старообрядцы и др. раскольники — 9.
- Армяно-григориане — 6 253 (44,9 %),
- Армяно-католики — 5 чел.
- Римско-католики — 19,
- Лютеране — 12,
- Иудеи — 10,
- Мусульмане — 90.

По данным «Кавказского календаря» на 1912 год, к 1911 году население уезда составляло 14 441 чел., в основном армян и грузин.
К 1916 году население города составляло 10 026 человек, из них армян — 7 068 (70,50 %), грузин (картвельцев) — 2 757 (27,50 %), русских и раскольников — 135 (1,35 %), др. европейцев — 22, кавказских горцев — 8, мусульман-суннитов — 14, иудеев — 22.
В 1922 г. население Телави составляло 9 176 человек, из коих 5 066 грузин (55,2 %), 3 774 армян (41 %), 107 русских (1,3 %), 79 евреев (0,8 %), 25 осетин (0,2 %) и пр.

## Образование
По состоянию на 1898 год при Телавском отделении благотворительного женского общества св. Нины действовали образовательные курсы, среди предметов которой была возможность дополнительно учить армянский язык и музыку

## Транспорт
В городе расположен аэропорт Телави.
Есть также железнодорожная станция, не выполняющая пассажирской функции с 2007 года. Развит автомобильный транспорт.

## Достопримечательности
- Отреставрированный старинный центр города
- Крепость Батонис-цихе XVII—XVIII вв.
- 900-летний платан
- Памятник Лесе Украинке

В окрестностях:
- комплекс монастырей Старая Шуамта[англ.] (V—XVI вв.) и Новая Шуамта[груз.]
- развалины Икалтойской академии (XI—XII), где, по преданию, учился Шота Руставели
- имение князей Чавчавадзе в Цинандали

## Известные люди

### В городе родились
- Асатиани, Кахи Шалвович (1947—2002) — советский грузинский футболист, тренер.
- Малян, Генрих Суренович (1925—1988) — режиссёр, народный артист СССР (1982).
- Хуцураули, Мариам ― грузинская поэтесса и писательница[15].
- Чикваная, Гиви Петрович (1939—2018) — советский ватерполист и тренер, двукратный серебряный призёр Олимпийских игр.
- Арутинов, Григорий Артемьевич (1900—1957) — советский партийный и государственный деятель.

### В городе похоронен
- В Телави похоронен Виссарион Джугашвили — отец Иосифа Сталина.

## Галерея

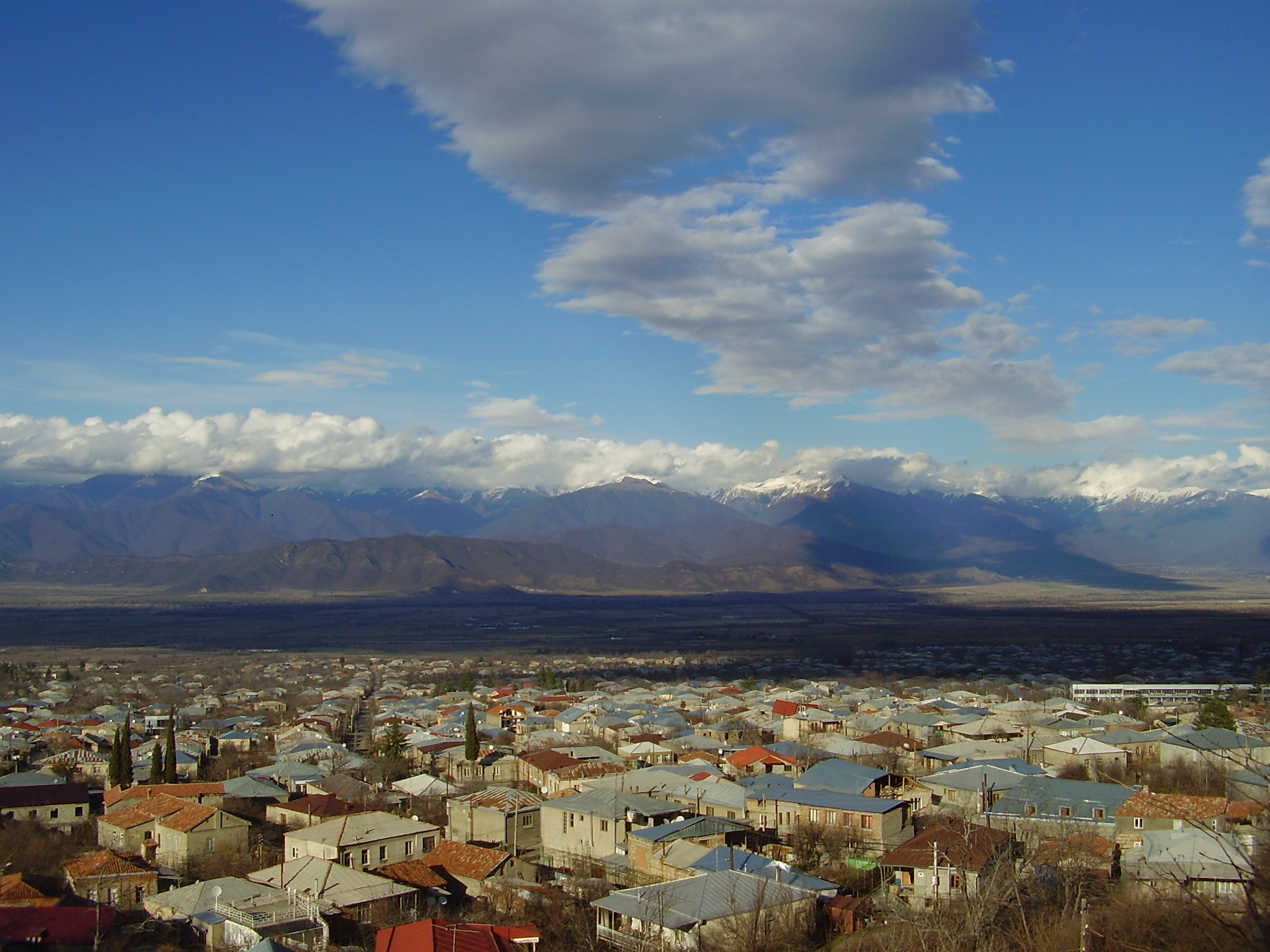
панорама
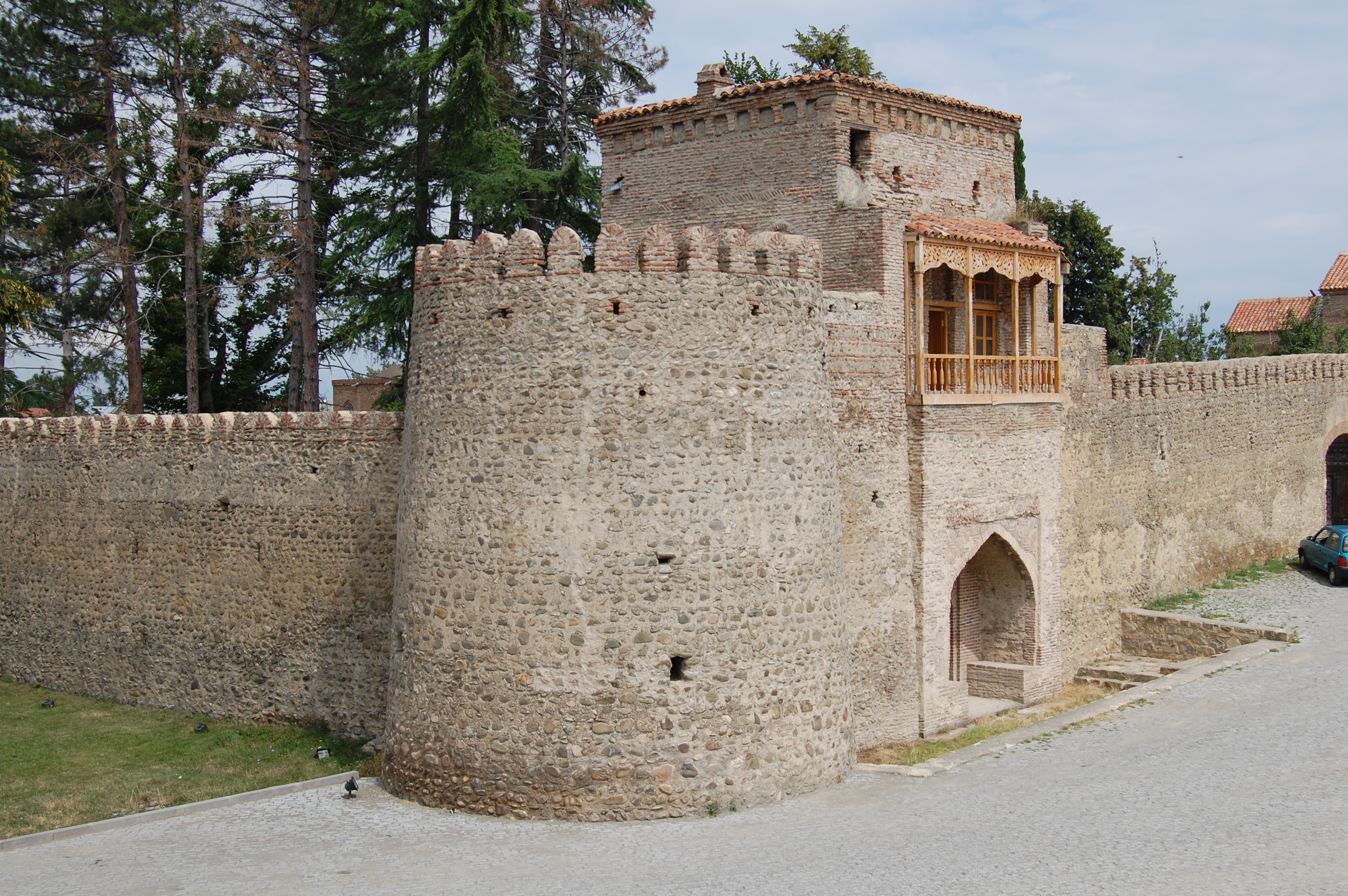
крепость
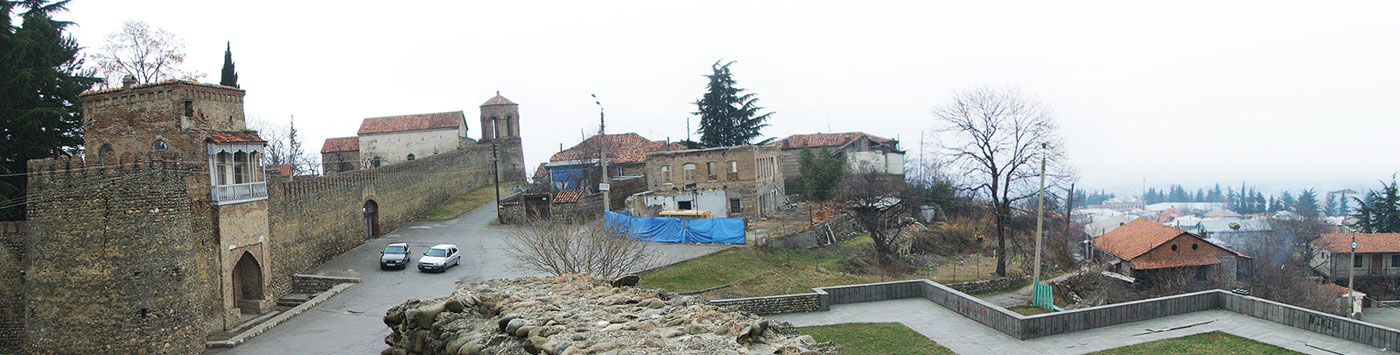
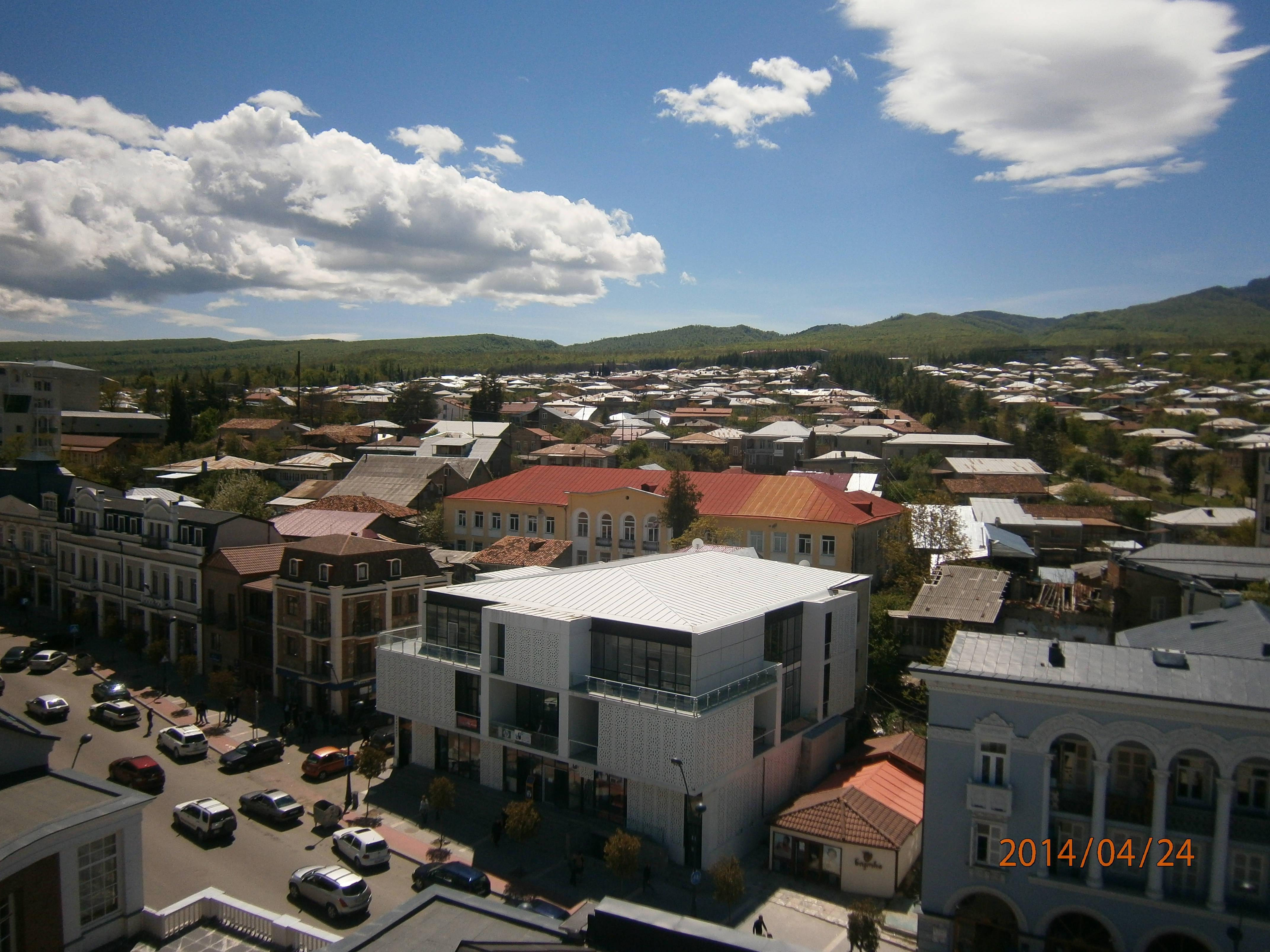
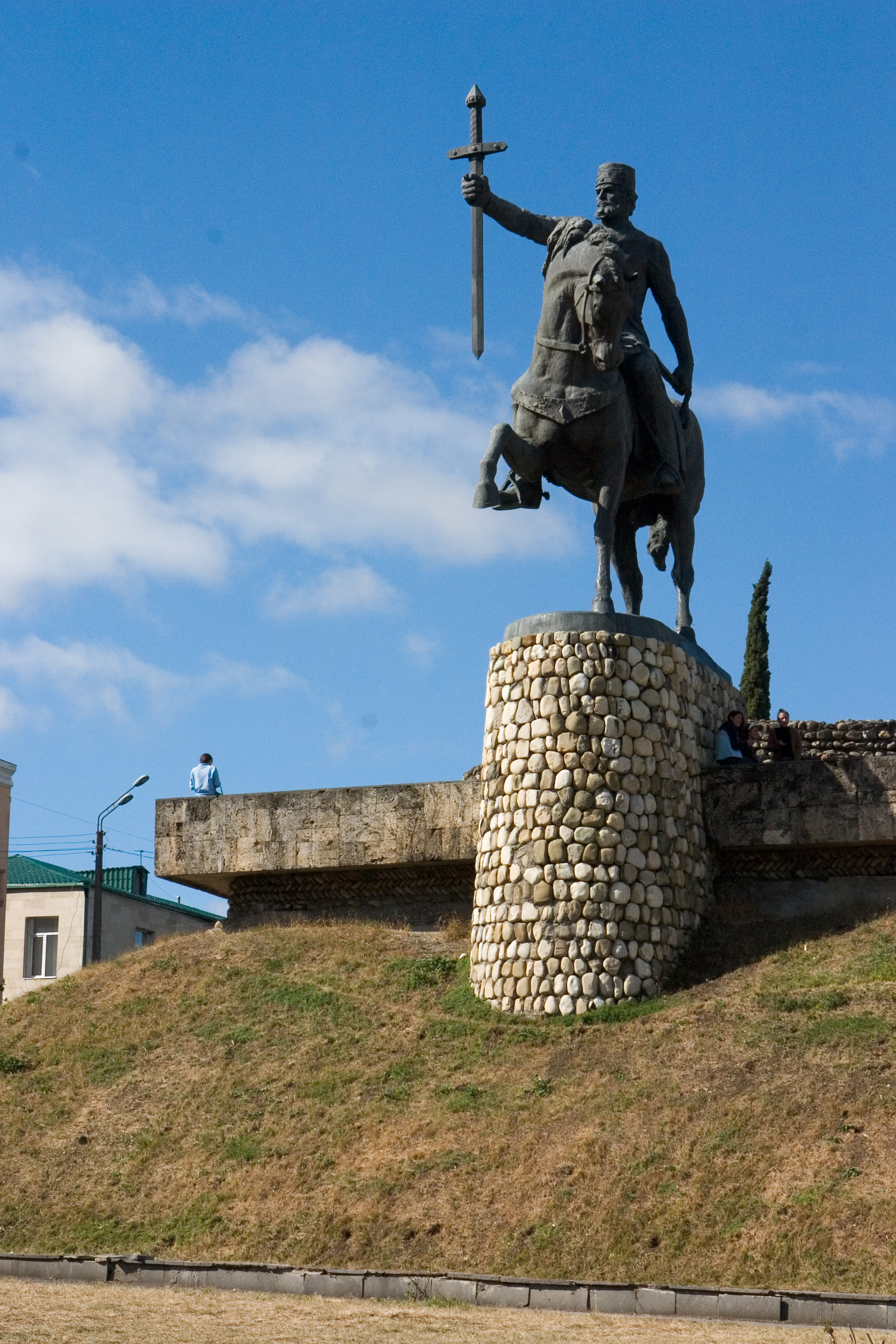
памятник Ираклию II
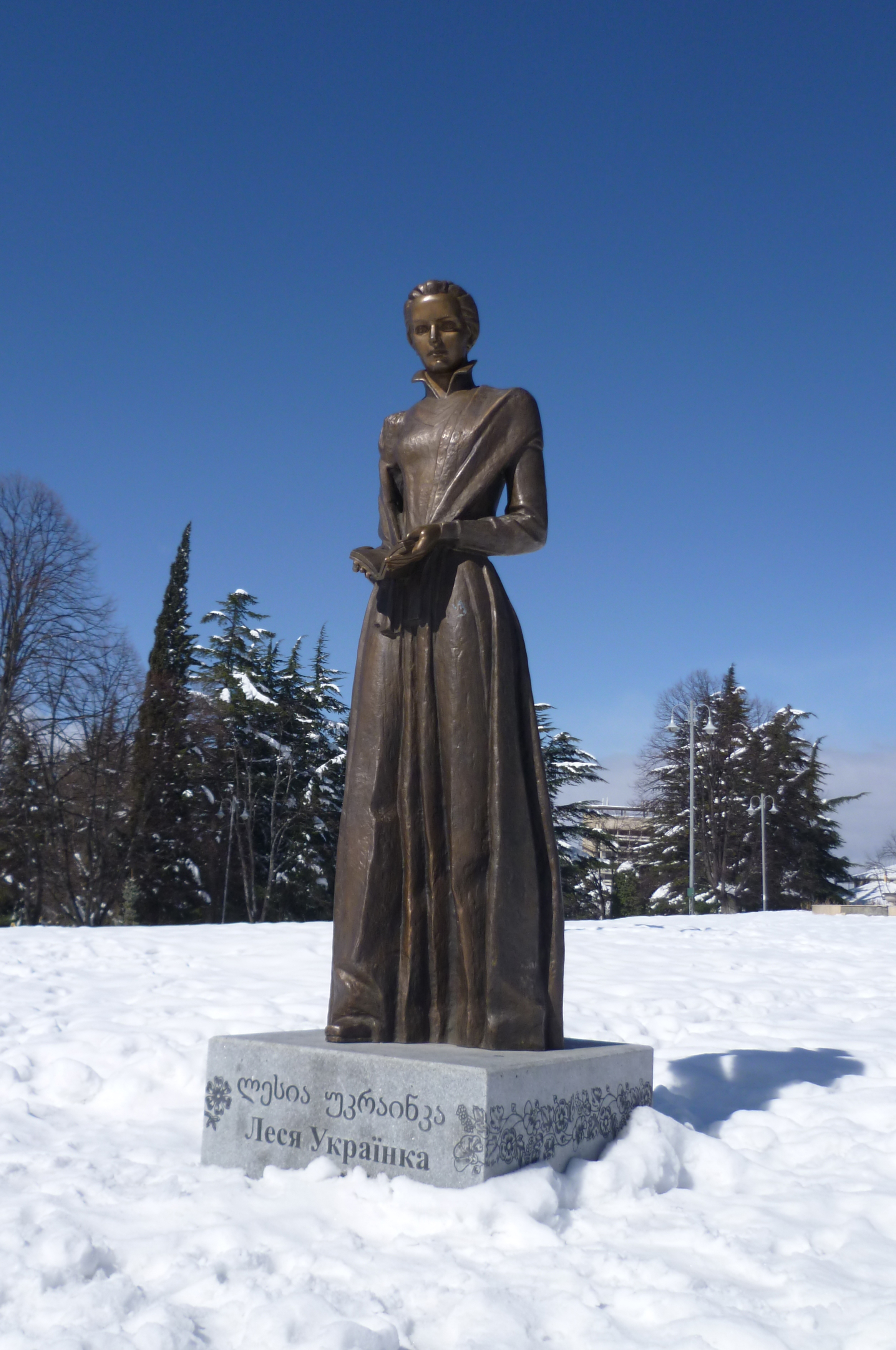
памятник Лесе Украинке